# أندي أوكونور
أندي أوكونور (بالإنجليزية: Andy O'Connor)‏ هو لاعب كرة قاعدة أمريكي، ولد في 14 سبتمبر 1884 في Roxbury, Boston ‏ في الولايات المتحدة، وتوفي في 26 سبتمبر 1980 في نوروود في الولايات المتحدة.